# Адирондак
Адиро́ндак (англ. Adirondack Mountains, Adirondacks) — горный хребет на северо-востоке штата Нью-Йорк. Иногда включается в горную систему Аппалачей, хотя имеет другое геологическое происхождение.
Высшая точка — гора Марси (1629 м). На севере долиной реки Св. Лаврентия отделен от Лаврентийских гор, с которыми имеет много общего геологически и биологически. На востоке Адирондак граничит с озёрами Шамплейн и Джордж, которые отделяют хребет от Зелёных гор Вермонта. На западе и юге — холмы высотой около 450 м над уровнем моря.
Адирондак, образовавшийся в результате серии геологических преобразований, сложен в основном древними метаморфическими породами, на его рельеф оказали влияние неоднократные наступления и отступления ледников. Смешанные и лиственные леса у подножия гор выше по склону сменяются хвойными, а ближе к вершинам — альпийской растительностью. Популярный туристический регион, место расположения горнолыжных курортов. Расположенный в Адирондаке Лейк-Плэсид — место проведения зимних Олимпийских игр 1932 и 1980 года.

## География и геология
Адирондакские горы расположены между долиной реки Святого Лаврентия и озером Шамплейн на севере и долиной реки Мохок на юге. В отличие от большинства горных систем, вытянутых в виде цепей, Адирондакские горы замкнуты в овальное кольцо на площади более 23,6 тыс. км², повышающееся к центру, что связано со спецификой геологических процессов, приведших к их формированию. Хотя их часто включают в систему Аппалачей, Адирондакские горы геологически связаны с Канадским щитом. Система Адирондака с точки зрения геологии в свою очередь подразделяется на две части, разделённых Картедж-Колтонской милонитовой зоной. Меньшая часть, Северо-западные низины (англ. Northwest Lowlands), характеризуется более низким рельефом и сложена преимущественно метаосадочными породами с прослойками лейкократовых гнейсов. Бо́льшая часть, Нагорье (англ. Highlands), вместе с Зелёными горами в Вермонте принадлежит к центральной гранулитовой части Канадского щита и сложена метаизверженными породами, в которых значительную долю составляют анортозитовые комплексы. Крупнейшим из таких анортозитовых образований является массив Марси в центрально-восточной части Адирондака.
В систему Адирондака входят сотни гор и холмов разной высоты, в том числе более 40 вершин высотой 1200 м и больше. Высочайшие вершины системы — Марси (1629 м, высочайшая точка штата Нью-Йорк) и пик Алгонкин в хребте Макинтайр (1559 м). Горы Адирондака в основном характеризуются скруглёнными вершинами, хотя встречаются и пики с голыми скальными стенами (в том числе Уайтфейс).
Геологическое строение Адирондака стало результатом множественных процессов горообразования. Это молодые горы, всё ещё продолжающие расти, но их породы намного древнее. Процесс начался около 1,3 млрд лет назад, когда многокилометровая толща донных осадков, состоящих из песка и ила и пронизанных магматическими интрузиями, была приведена в движение в процессе столкновения континентов. В ходе этого процесса сформировались новые, метаморфические породы, образовавшие так называемые Гренвильские горы, в высоту превосходившие современные Гималаи. Сложившиеся горы подвергались выветриванию на протяжении последующих 650 млн лет, обнажив породы, первоначально находившиеся на глубине до 20 км. Затем началось новое расхождение континентов, и в кембрийский период, около 570 млн лет назад, остатки Гренвильских гор оказались покрыты мелководным прибрежным морем. Вновь сформировавшиеся осадочные породы легли слоем поверх гренвильских метаморфических пород. В следующие 300 миллионов лет континенты несколько раз сближались и расходились, формируя новые горные системы (включая Аппалачи и Катскилл). Около 60 млн лет назад начался процесс формирования современной купольной системы Адирондака диаметром примерно 150 миль (240 км), в ходе которого породы в её центре выдавливались наверх. В наиболее высокой центральной части непрочные осадочные породы затем снова подверглись эрозии, обнажив породы гренвильской формации, которые и составляют основу современного Адирондака.
В течение последнего миллиона лет на рельеф Адирондака значительно повлияли многочисленные ледниковые периоды, во время которых происходило наступление и отступление ледников в регионе. Движение ледников сгладило большинство вершин, в том числе и самых высоких, проложило глубокие долины, а с их отступлением в горах остались почвы, мелкие камни и эрратические валуны, геологически резко отличные от пород, формирующих сами горы. Небольшие остаточные ледники, перед тем, как растаять окончательно, также приняли участие в формировании долин, окружённых цирками. Оставленные ледниками конечные морены стали естественными плотинами, задерживавшими сток талой воды и приводившими к образованию озёр (в том числе Плэсид и Джордж). В общей сложности в Адирондаке насчитывается около 2300 озёр и прудов, а сток из региона осуществляется по рекам и ручьям суммарной протяжённостью 50 тыс. км, впадающим в реки Святого Лаврентия, Гудзон и Мохок и озёра Онтарио и Шамплейн. Типичным постледниковым образованием являются также эскеры — низкие и вытянутые холмы из речных наносов, один из которых делит почти пополам озеро Стар на западе Адирондака.
- Горы в мае 2008 года
- Вид на гору Марси с горы Хэйстек
- Горы Дикс и Хаф
- Вид ранним утром с горы Болд

## Флора и фауна
Растительный и животный мир Адирондака начал формироваться менее 10 тысяч лет назад, с завершением последней ледниковой эпохи. До этого регион длительное время был накрыт ледником, даже после отступления которого потребовалось дополнительное время для накопления почвенного слоя.
По мере увеличения высот над уровнем моря в Адирондаке представлены несколько быстро сменяющих друг друга экологических сообществ. Ближе к вершинам, на высотах от 1200 м, проходит граница леса — предел, выше которого деревья не выживают. Выше этой границы располагается альпийский пояс растительности. Альпийская растительность Адирондака включает лишайники, мхи, представителей осоковых и других трав и цветов, а также низкорослые кустарники из семейства вересковых. Под альпийским поясом, на высотах до 960 м над уровнем моря, расположена переходная субальпийская зона, для которой характерны низкорослые, искривлённые деревья. Между 750 и 960 метрами над уровнем моря проходит зона хвойных лесов, практически полностью состоящих из ели красной и пихты бальзамической. Эти деревья образуют сомкнутый полог высоко над землё, сквозь который почти не проникают солнечные лучи, что приводит к скудости подлеска, в основном включающего мхи и папоротниковые, а также редкие низкорослые плауновые.
На нижних уровнях к ели и пихте добавляются такие хвойные как тсуги и сосны, а ещё ниже — широколиственные породы деревьев. Среди лиственных деревьев, произрастающих на небольших высотах в Адирондаке, — клён сахарный и бук крупнолистный. На этих высотах пихту бальзамическую в качестве господствующего вида вытесняет тсуга канадская, тогда как сосна веймутова, ранее покрывавшая большую часть склонов Адирондака, к настоящему времени в основном вырублена. Самый нижний ярус леса представлен в основном лиственными деревьями, в основном клёном сахарным и буком крупнолистным. Реже встречаются тсуга, ель красная, берёза аллеганская, ясень американский, липа американская и черёмуха поздняя. Для этого яруса характерны достаточно плотный полог и редкий слой кустарников, но богатый и разнообразный слой трав и цветов.
В Адирондаке достаточно распространены барибалы, или чёрные медведи — на его территории обитает свыше половины чёрных медведей штата Нью-Йорк. Среди других хищников региона — рыжая рысь, обыкновенная и серая лисицы Из крупных копытных в Адирондаке широко распространён белохвостый олень, реже встречается лось. Более мелкие млекопитающие представлены североамериканским дикобразом, енотом-полоскуном, канадским бобром, несколькими видами хорьков и американской куницей.
В Адирондаке обитают разнообразные виды хищных птиц. Широко распространены красноплечий канюк и краснохвостый сарыч, у озёр часто встречается белоголовый орлан, возрождается популяция сапсана. Другие хищные птицы включают скопу и воробьиную пустельгу, среди сов наиболее распространены виргинский филин и пёстрая неясыть. На озёрах и реках часто встречаются большая голубая цапля, канадская казарка, разнообразные утки. Символом дикой природы Адирондака стала ещё одна водная птица — черноклювая гагара. Из других птиц интерес представляют встречающийся на больших высотах редкий дрозд Catharus bicknelli, американский вальдшнеп и воротничковый рябчик. Широко распространены дикие индейки.
В 1892 году правительство штата Нью-Йорк учредило парк Адирондак. Его территория увеличивалась со временем и к XXI веку покрывала практически всю территорию Адирондака как региона, что сделало его крупнейшим национальным парком США за пределами Аляски (порядка 20 % площади штата). На территории парка располагается Адирондакский лесной заповедник площадью 3900 квадратных миль (10 000 км2), популярный среди туристов, однако большая часть земли парка находится в частном владении и используется в том числе для лесозаготовок и сельского хозяйства, а также как места активного досуга.

## История региона
Археологические изыскания показывают, что через Адирондак проходили торговые пути некоторых коренных народов Америки, населявших долины окружающих его рек. Этот регион служил индейцам также местом охоты. Однако нет указаний на то, что индейцы селились в самом Адирондаке на постоянной основе, за исключением самых окраин региона. Само название «Адирондак» имеет ирокезское происхождение — этим словом, обозначающим «поедатели коры», ирокезы называли живущее по соседству алгонкинское племя.
Первым из европейцев Адирондак увидел в октябре 1535 года французский путешественник Жак Картье, наблюдавший с холмов в районе современного Монреаля горы в юго-западном направлении. Однако первый визит европейцев в Адирондак состоялся только в следующем веке — в 1609 году в регионе побывал отряд исследователей во главе с ещё одним французом Самюэлем де Шамплейном. В июле того же года отряд Шамплейна вышел победителем в стычке с отрядом ирокезов в районе будущего форта Тикондерога (округ Эссекс, штат Нью-Йорк).
На протяжении XVII и первой половины XVIII века европейцы в Адирондаке практически не появлялись; исключение составляли редкие трапперы и военные разведчики. По окончании Войны с французами и индейцами большие участки земли в регионе приобрели земельные спекулянты. Более миллиона акров (400 тысяч гектаров), приобретённые в 1772 году в результате сделки Тоттена и Кроссфилда, стали впоследствии территорией округа Гамильтон и частично округов Эссекс и Херкимер. 665 тысяч акров (270 тыс. га) так называемого Старого военного участка (англ. Old Military Tract), приобретённые в 1781 году, составили основу округов Клинтон, Франклин и Эссекс. За период с 1792 по 1798 год земельный спекулянт Александр Макомб приобрёл у штата Нью-Йорк в общей сложности почти 4 миллиона акров земли в северной части Адирондака и долине реки Святого Лаврентия. С конца XVIII века началось постепенное заселение региона, начиная с окрестностей озёр Шамплейн и Джордж. Заселение шло вдоль рек, пересекающих Адирондак, и в первой четверти XIX века поселенцы добрались до центральных озёр региона. В это время они занимались преимущественно охотой и рыбной ловлей, а также сельским хозяйством, выращивая томаты, картофель и пщеницу и разводя фруктовые сады.
С середины XIX века Адирондак приобрёл популярность как туристический регион. Этому способствовали книги «Адирондак, или Жизнь в лесах» (Дж. Т. Хедли, 1849) и «Приключения в глуши, или Походная жизнь в Адирондаке» (У. Г. Г. Маррей, 1869), описывавшие регион как место идиллического единения с природой. Наплыв туристов привёл к открытию первых гостиниц, одна из которых, Prospect House на озере Блю-Маунтин, построенная в 1882 году, стала первым в мире отелем с электрическим освещением в каждом номере. Помимо гостиниц, в Адирондаке открывались также лечебницы для больных туберкулёзом. В 1871 году железнодорожная ветка достигла Норт-Крика в округе Уоррен в Центральном Адирондаке, в 1876 году железная дорога через долину озера Шамплейн соединила Монреаль и Олбани, а в 1892 году открылось железнодорожное сообщение между Херкимером и Малоном в западной части региона.
Адирондак зарекомендовал себя как зимний курорт, известный качественными горнолыжными и бобслейными трассами. Расположенный в этом регионе посёлок Лейк-Плэсид дважды становился местом проведения зимних Олимпийских игр — в 1932 и 1980 году.